# Rosa Parks
Rosa Louise McCauley Parks (4. veljače 1913. – 24. listopada 2005.), afroamerička aktivistica za ljudska prava i krojačica koju je američki Kongres proglasio „majkom modernog Pokreta za ljudska prava.“
Postala je poznata kada je 1. prosinca 1955. godine na zahtjev vozača autobusa odbila ustupiti svoje mjesto bijelom putniku. Njeno uhićenje i nakon toga suđenje zbog građanskog neposluha rezultiralo je bojkotom autobusnog prometa u Montgomeryju, jednom od najvećih i najuspješnijih masovnih pokreta protiv rasne segregacije u povijesti, koje je Martina Luthera Kinga Juniora, jednog od organizatora bojkota, promoviralo u vođu Pokreta za ljudska prava. Uloga Rose Parks u američkoj povijesti priskrbila joj je status ikone u američkoj kulturi, a njezini su postupci dali legalitet pokretu za ljudska prava širom svijeta.

## Rane godine
Rosa Parks rođena je kao Rosa Louise McCaley u Tuskegeeu, Alabama. Otac James bio je stolar, a majka Leone učiteljica. Nakon rastave roditelja Rosa s majkom se seli u Pine Level, Alabama, nedaleko od Montgomeryja. Žive na imanju s bakom, djedom i Rosinim mlađim bratom Sylvestrom. Rosa Parks postaje članicom afričke metodističke episkopalne crkve, kojoj će pripadati cijeli život. Do njene jedanaeste godine njezina je majka podučava kod kuće, nakon čega se upisuje u Industrijsku školu za djevojčice u Montgomeryju. Nakon toga pohađa državni koledž u Alabami, ali je bila primorana napustiti ga kako bi skrbila o baki, a kasnije i o oboljeloj majci.
Pod tzv. zakonom Jima Crowa crnci i bijelci na američkom Jugu bili su odvojeni skoro u svakom aspektu života, uključujući i javni prijevoz. Autobusna i željeznička poduzeća nisu prevozila putnike posebno, nego su postojala točno određena mjesta za crne odnosno bijele putnike. Međutim, crnoj djeci Juga nije bio dostupan nikakav oblik školskog autobusnog prijevoza. Rosa se sjećala odlaska u osnovnu školu u Pine Levelu, gdje su školski autobusi prevozili bijelu djecu do njihove nove škole, a crna su djeca morala pješačiti. „Svaki sam dan gledala kako prolazi autobus. Ali to je za mene bio način života; nismo imali drugog izbora nego prihvatiti to kao nešto uobičajeno. Autobus je bio jedna od prvih stvari koje sam primijetila kada sam spoznala da postoji svijet bijelaca i svijet crnaca.“
Usprkos najranijim sjećanjima vezanih uz ljubaznost bijelih stranaca iznesenih u Rosinoj autobiografiji, okolnosti u kojima se nalazila nisu joj omogućavali da ignorira rasizam. Kada je Ku Klux Klan marširao ulicom i prolazio pored njene kuće, Rosa se sjeća da je njezin djed bio prislonjen na ulazna vrata s puškom. Industrijska škola u Montgomeryju, iako su je za crnu djecu osnovali bijelci sa sjevera, gorjela je dva puta.
Godine 1932. Rosa se udaje za Raymonda Parksa, brijača iz Montgomeryja. Raymond je bio član skupine koja je sakupljala novac za potporu skupini crnaca koji su bili nepravedno optuženi za silovanje dviju bijelih žena. Nakon udaje Rosa je radila razne poslove, od posla kućne pomoćnice do ispomoći u bolnici. Na mužev nagovor 1933. godine dovršila je svoje srednjoškolsko obrazovanje. U to vrijeme svega je nešto manje od 7 % Afroamerikanaca imalo srednjoškolsku diplomu. Usprkos zakonu Jima Crowa koji je u velikoj mjeri otežavao crncima politički angažman, Rosa se u svom trećem pokušaju uspjela registrirati za glasovanje.
U prosincu 1943. godine Rosa postaje aktivnom članicom Pokreta za ljudska prava, pridružujući se podružnici NAACP-a u Montgomeryju. Radila je volonterski kao tajnica predsjednika Edgara Nixona. O svojoj je poziciji poslije rekla: „Bila sam jedina žena ondje. Trebali su tajnicu, a ja sam bila suviše stidljiva da bih rekla ne.“ 

## Kasnije godine
Nakon njezina uhićenja Rosa postaje ikonom Pokreta za ljudska prava, ali joj to donosi dosta neugodnosti. Izgubila je posao u robnoj kući, a njezin muž napušta svoj posao nakon što mu šef zabranjuje da priča o Rosi. Godine 1957. Parksovi napuštaju Montgomery i odlaze u Virginiju, najviše zato što Rosa ne uspijeva naći posao u Montgomeryju, ali i zbog neslaganja s Kingom i ostalim vodstvom Pokreta za ljudska prava u Montgomeryju. Zapošljava se kao domaćica u jednom crnačkom hotelu u Hamptonu. Te iste godine na nagovor mlađeg brata Sylverstera bračni se par s Rosinom majkom seli u Detroit, Michigan.
Rosa je radila kao krojačica sve do 1965., kada je zapošljava afroamerički kongresnik John Conyers u svom uredu u Detroitu. Rosa na tom poslu ostaje sve do umirovljenja 1988. godine. 
Rosa Parks u veljači 1987. godine s Elaine Eason Steele osniva Institut Rose i Raymonda za samozapošljavanje u znak sjećanja na Rosina muža, koji je umro od raka 1977. godine.
Godine 1992. izlazi autobiografija „Moja priča“, namijenjena mlađim čitateljima, koja opisuje njen život i sve što je dovelo do njene odluke da svoje mjesto u autobusu ne ustupi bijelom putniku. Godine 1995. Rosa objavljuje svoje memoare „Tiha moć“, fokusirane na ulogu vjere u njenom životu.

## Smrt i pogreb
Rosa Parks živjela je u Detroitu sve do smrti. Godine 2004. dijagnosticirana joj je demencija. Umrla je u svom stanu 24. listopada 2005. u 92. godini života.
Njeno tijelo položeno je na odar u crkvi u Montgomeryju. Komemoracija je održana sutradan ujutro, a uvečer je kovčeg prebačen u grad Washington autobusom nalik na onaj u kojem je Rosa svojevremeno odbila ustupiti svoje mjesto bijelcu. Pretpostavlja se da je kovčeg na odru u Washingtonu vidjelo 50.000 ljudi, a događaj je bio prikazan i na televiziji 31. listopada, nakon čega je održana još jedna komemoracija.
Iako predviđen da traje najviše tri sata, zbog zakašnjenja od jednog sata te velikog broja govornika i dužine govora, pogreb se produžio na sedam sati, do duboko u noć, te ga mnoge televizijske postaje izvan Detroita nisu prenosile u cijelosti.
Jedna od govornica na komemoraciji bila je i Condoleezza Rice, tadašnja američka državna tajnica. 
Tijekom prolaska pogrebne povorke na putu do groblja okupljeno mnoštvo je aplaudiralo i puštalo bijele balone u zrak.